# Carl Burgos
Carl Burgos, nascido como Max Finkelstein (Nova Iorque, 18 de abril de 1916 — 1984), foi um quadrinista e publicitário norte-americano, mais conhecido por haver criado a personagem Tocha Humana Original na Marvel Comics número 1 (de outubro de 1939), durante o período que os fãs e historiadores chamam de "Era de Ouro dos Quadrinhos". Foi ganhador do Prêmio Harvey (Jack Kirby Hall of Fame) de 1996.

## Biografia
Estudou na Academia Nacional de Desenho, em Manhattan e em 1938 uniu-se ao estúdio de Harry Chesler, um dos fundadores da nova era dos quadrinhos publicados como uma das formas de comunicação de massa. Entre seus primeiros trabalhos estava uma tira chamada Air-Sub DX, em 1939. Neste período tinha criado um andróide que veio a ser o primeiro Tocha Humana, também criou um robô herói - The Iron Skull - na revista Amazing Man Nº 5 (setembro de 1939), da Centaur Publications.
Burgos e outros artistas da Centaur acompanharam o diretor de arte Lloyd Jacquet na fundação de uma companhia editorial, a Funnies Inc., sendo predecessora da Marvel Comics, como a Timely Comics - e que formaram o conteúdo da primeira Marvel Comics, em outubro de 1939. Aquele número incluíu não apenas o Tocha Humana de Burgos, como também o Sub-Mariner, criado por Bill Everett. A capa foi pintada pelo veterano artista pulp de ficção científica Frank R. Paul.
A personagem foi um sucesso, e logo ganhou uma revista própria, que foi editada durante a década de 1940.
Após o serviço militar durante a Segunda Guerra Mundial Burgos concentrou-se no trabalho publicitário, apenas esporadicamente realizando trabalhos em quadrinhos.
Quando Stan Lee criou o Quarteto Fantástico e fez um novo Tocha Humana, Burgos ficou com raiva e processou a Marvel, revoltado ele teria rasgado os originais do Tocha Humana Original.